# Jan Willem van Ede

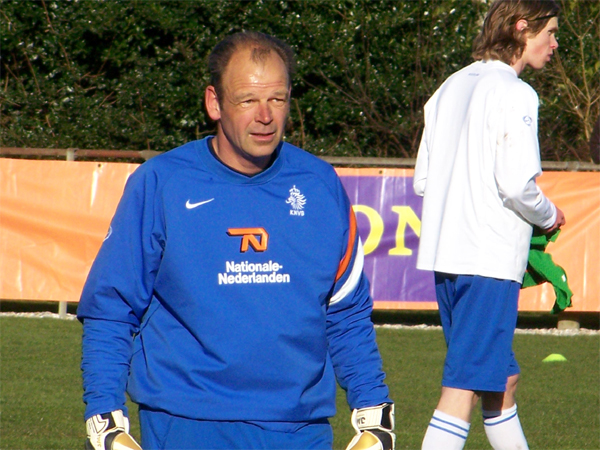
Jan Willem van Ede en Kees Luyckx tijdens een training van Jong Oranje in 2008.

Jan Willem van Ede (Utrecht, 13 april 1963) is een Nederlands voormalig voetballer die dienstdeed als doelman voor met name FC Utrecht van 1982 tot 1996. Daarna kwam hij nog uit voor PSV, HFC Haarlem, NAC Breda en FC Twente.

## Biografie
Van Ede maakte zijn debuut bij FC Utrecht op 8 september 1982, uit tegen PEC Zwolle (1-1), en was in dat seizoen 1982-1983 bij FC Utrecht de opvolger was van Hans van Breukelen. Hij speelde dertien jaar, tot het seizoen 1995-1996, voor FC Utrecht en kwam daarin tot 409 wedstrijden. Hij miste in drie seizoenen (1988-1991) geen enkele competitiewedstrijd. Tweede doelman John Achterberg zat drie jaar op de bank zonder één minuut speeltijd.
In de zomer van 1996 vertrok Van Ede naar PSV, waar hij reservedoelman werd achter Ronald Waterreus. In twee seizoenen kwam hij tot zes wedstrijden. Hierna stapte hij over naar HFC Haarlem om na één seizoen over te stappen naar NAC Breda, waar hij weer een groot gedeelte van het seizoen onder de lat stond. In 2000 werd hij reservekeeper bij FC Twente achter Sander Boschker. Hij speelde daar slechts één wedstrijd.
In 1999 werd Van Ede verplicht om een schadevergoeding te betalen aan Danny Hoekman, voor een zware blessure, die hij bij de toenmalige spits van Roda JC, had veroorzaakt op 15 april 1987.
Van Ede is recordhouder qua wedstrijden in de eredivisie voor FC Utrecht. Op 7 mei 1995 passeerde hij Leo van Veen, alias Mister Utrecht, toen de doelman tegen Roda JC zijn 425ste wedstrijd speelde voor FC Utrecht. Van Veen bleef op 424 steken.

## Clubs waarvoor hij speelde
| Seizoen   | Club        | Divisie        | Wedstrijden |
| --------- | ----------- | -------------- | ----------- |
| 1982/'83  | FC Utrecht  | eredivisie     | 30          |
| 1983/'84  | FC Utrecht  | eredivisie     | 34          |
| 1984/'85  | FC Utrecht  | eredivisie     | 34          |
| 1985/'86  | FC Utrecht  | eredivisie     | 15          |
| 1986/'87  | FC Utrecht  | eredivisie     | 14          |
| 1987/'88  | FC Utrecht  | eredivisie     | 34          |
| 1988/'89  | FC Utrecht  | eredivisie     | 19          |
| 1989/'90  | FC Utrecht  | eredivisie     | 34          |
| 1990/'91  | FC Utrecht  | eredivisie     | 34          |
| 1991/'92  | FC Utrecht  | eredivisie     | 34          |
| 1992/'93  | FC Utrecht  | eredivisie     | 34          |
| 1993/'94  | FC Utrecht  | eredivisie     | 34          |
| 1994/'95  | FC Utrecht  | eredivisie     | 30          |
| 1995/'96  | FC Utrecht  | eredivisie     | 29          |
| 1996/'97  | PSV         | eredivisie     | 5           |
| 1997/'98  | PSV         | eredivisie     | 1           |
| 1998/'99  | HFC Haarlem | eerste divisie | 10          |
| 1999/2000 | NAC         | eerste divisie | 25          |
| 2000/2001 | FC Twente   | eredivisie     | 1           |
| 2001/2002 | FC Twente   | eredivisie     | 0           |
|           | TOTAAL      |                | 451         |

## Erelijst
FC Utrecht
- KNVB beker

1984/85
 FC Twente
- KNVB beker

2000/01
 NAC Breda
- Eerste Divisie

1999/00